# Джерело № 3 (Річка)
Джерело № 3 — гідрологічна пам'ятка природи місцевого значення. Об'єкт розташований на території Міжгірського району Закарпатської області, с. Річка, урочище На Річкайовій.
Площа — 0,3 га, статус отриманий у 1984 році (Рішення Закарпатського облвиконкому від 23.10.1984 р. № 253).
Охороняється джерело вуглекислої, гідрокарбонатно-кальцієво-натрієвої води. Загальна мінералізація - 1,2 г/л. Використовується для лікування захворювань органів травлення.